# Юферов, Михаил Александрович
Юферов Михаил Александрович (19 сентября 1907, Владивосток — 3 июня 1991, Киев) — украинский советский художник театра и кино. Заслуженный деятель искусств УССР (1960).

## Биография
Родился 19 сентября 1907 г. в г. Владивосток.
Учился в частной мастерской живописи и скульптуры в Владивостоке (1925—1930) и на театрально-декоративном отделе художественной студии (1933).
Работал художником-постановщиком на Одесской (1935—1941) и Киевской киностудиях (с 1950).
Был членом Союза кинематографистов Украины.
Умер 3 июня 1991 года в Киеве. Похоронен на Лукьяновском кладбище.

## Фильмография
- Поставил художественный фильм «Летающий корабль» (1960, в соавт. с А. Войтецким).

Художник-постановщик:
- «Педро» (1938),
- «Моряки» (1939),
- «Танкер „Дербент“» (1940),
- «Дочь моряка» (1941),
- «Морской ястреб» (1941),
- «Адмирал Нахимов» (1946),
- «Константин Заслонов» (1949),
- «Огни Баку» (1950),
- «В степях Украины» (1952),
- «Запорожец за Дунаем» (1953),
- «Максимка» (1953),
- «Матрос Чижик» (1955),
- «Море зовёт» (1955),
- «300 років тому…» (1956),
- «Мальва» (1957, Диплом 2-й ст. за оформление на І Всесоюзном кинофестивале, Москва, 1958),
- «Правда» (1957),
- «Пісні над Дніпром» (1957),
- «Ч. П. — Чрезвычайное происшествие» (1958, 2 с, Диплом за художнє оформлення Всесоюзного кінофестивалю, Київ, 1959),
- «Катя-Катюша» (1959),
- «Иванна» (1959, Друга премія Всесоюзного кінофестивалю, Мінськ, 1960),
- «Летающий корабль» (1960),
- «З днем народження» (1961),
- «Серебряный тренер» (1963),
- «Лушка» (1964),
- «Повернення Вероніки» (1964)
- «Зірка балету» (1965),
- «Гадюка» (1965),
- «Їх знали тільки в обличчя» (1966, Диплом зонального огляду, Тбілісі, 1967),
- «Десятий крок» (1967),
- «Разведчики» (1968),
- «Падающий иней» (1969),
- «Путь к сердцу» (1970),
- «Софья Грушко» (1971),
- «Тронка» (1971),
- «Юркові світанки» (1975, т/ф, 4 а),
- «Час — московський» (1976),
- «Місце спринтера вакантне» (1976),
- «Хвилі Чорного моря» (1976, т/ф, с. 5-6),
- «Весь світ в очах твоїх…» (1978, у співавт.),
- «Мир хатам, війна палацам» (1977, 4 с),
- «День перший, день останній» (1978, т/ф),
- «Мой генерал» (1979, т/ф, 2 с),
- «Последний гейм» (1981)

## Награды
- Награждён орденами Трудового Красного Знамени, «Знак Почёта» (06.03.1950)[1] и медалями.
- 1978 — Дипломы художникам Михаилу Юферову и Николаю Почтаренко за фильм «Весь мир в глазах твоих…») — на Республиканском кинофестивале в Кременчуге[2].